# Lusk (Irlandia)
Lusk (irl. Lusca) – wieś położona 23 km na północ od centrum Dublina. w hrabstwie Fingal.

## Nazwa
Nazwa wsi po raz pierwszy została wspomniana ok. roku 450, kiedy to Święty MacCullin ufundował kościół. Irlandzka nazwa Lusca oznacza „jaskinię” lub „podziemną komnatę”.

## Historia
Najbardziej charakterystyczną budowlą jest 27-metrowa „okrągła wieża” (ang. round tower) – jedyny wczesnochrześcijański zabytek we wsi. Mniej więcej w wiekach XV i XVI do istniejącej konstrukcji dobudowano dodatkowe dwie wieże.